# Gmina Harrison (hrabstwo Benton)

Położenie Gminy Harrison w hrabstwie Benton

Gmina Harrison (ang. Harrison Township) – gmina w USA, w stanie Iowa, w hrabstwie Benton. Według danych z 2000 roku gmina miała 354 mieszkańców.